# Vila Eleonore Priebschové
Vila Eleonore Priebschové je jednou z historizujících staveb v památkové zóně města Liberec.
Vila se nachází v  Masarykově ulici čp. 459, která byla v době výstavby vily Třídou Františka Josefa. Architektonicky je tato novorenesanční vila ovlivněna též palladianismem - stylem střízlivé klasicistní architektury.
Vila pro Eleonoru Priebschovou byla postavena v letech 1882–1883. Navrhl ji architekt Gustav Miksch, který pocházel ze známé stavitelské rodiny působící v Liberci patrně již od 17. stol. Vilu charakterizuje symetrické rozložení s lodžií směrovanou do ulice. Ze dvou bočních rizalitů jeden obsahuje schodiště, ve druhém se nalézá menší lodžie, zarámovaná římským triumfálním obloukem. V přízemí se nacházela prostorná jídelna,  z chodby v patře byl přístup do všech místností. Obslužné místnosti jsou směrované do zahrady.
V meziválečném období vila několikrát změnila majitele a po 2. sv. válce byla přestavěna na byty. Vila není památkově chráněná.